# UnrealScript
UnrealScript ist die Skriptsprache der Unreal Engine und wird benutzt, um die Spiellogik von Spielen auf Basis der Engine zu erstellen.
Sie ist eine Java-ähnliche, objektorientierte, höhere Programmiersprache. Entworfen wurde UnrealScript von Tim Sweeney, welcher zuvor bereits eine Skriptsprache namens ZZT-oop entwarf.
Durch die Vereinfachung der Modifikation von Spielen basierend auf der Unreal Engine half UnrealScript eine große Internet-Gemeinde von Menschen aufzubauen, die sich mit der Modifikation dieser Spiele beschäftigen. Durch die ständige Modifikation und Erweiterung der Spiele durch die Spieler selbst verlängerte sich die Lebensdauer der Spiele bedeutend und lieferte einen Anreiz für Weiterentwicklung der Sprache.